# ガールズフィスト!!!!
『ガールズフィスト!!!!』は、原作：木瓜庵による漫画を主軸に展開されるメディアミックスプロジェクト。『月刊デンプレコミック』（KADOKAWA）や『電撃ツイッターマガジン』（同）で連載されている。
2024年5月22日、テイチクエンタテインメントからワーナーミュージック・ジャパンにプロジェクトが移管されることが発表された。

## 概要
ガールズフィスト!!!!
2018年6月28日発売の『電撃PlayStation』の付録である『月刊デンプレコミック』にて漫画：ぼみによる連載が開始された。長野県松本市を舞台に、4人の女子高生がバンドを結成し、音楽フェスのステージを夢見ることになる。純粋すぎて、心に小さな傷を負っていた高校1年の女子高生たちが、ロックバンドを結成して成長していく姿を、“ゆる〜く”描く、青春のJKロックバンド漫画である。
キャラクターボイスを担当する浅見春那、内山つかさ、奥村真由、古川由利奈による声優ユニットが実際に「ガールズフィスト!!!! 南松本高校パンクロック同好会」としてパンクバンドを結成しており、インペリアルレコードより企画盤CDがリリースされ、ライブやイベントも行っている。
ガールズフィスト!!!! GT
2021年7月1日から『電撃ツイッターマガジン』にて漫画：なじみによる連載が開始された。新たに始まる4コマ漫画。

## 登場人物
奈川 芳野（ながわ よしの）
声 - 加藤あつこ→浅見春那
ヴォーカル担当。県立南松本高校 1年A組に在籍しており成績は常に学年トップの優等生ながら、ツンとしたクール系の容姿のせいで、子どものころから友だちができないことに悩む超コミュ症。4つ上の姉とだけは唯一、通常会話が可能。勉強しかしてこなかったため、趣味はない。
白瀬 双葉（しらせ ふたば）
声 - 内山つかさ
ドラム担当。芳野と同じ1年A組に在籍している。ドジや不運つづきで、いつも自己嫌悪に陥っている天然ポンコツ系で、クラスでも地味子として通っている。家に帰ると家業である旅館を手伝う。力持ちということでドラム担当に。同好会の会長も務めており、座右の銘は「百転び百起き」。
坂ノ下 奏恵（さかのした かなえ）
声 - 奥村真由
ギター担当。1年D組に在籍している。小学生高学年ごろから、いい子キャラを作ることを覚えたのが災いし、以降女子からハブられつづけている。根は明るく元気印だが、物を知らないおバカで成績は常に赤点ギリギリ。漢字が苦手であり、作中でも読み間違いをしていることが多々ある。ピアノの演奏経験がある。
藤森 月（ふじもり るな）
声 - 古川由利奈→井上杏奈
ベース担当。奏恵と同じ1年D組に在籍している。中学時代は学校期待の水泳選手だったが、ケガをして水泳をやめてしまい、高校入学後は不登校ぎみだった。モフモフしたものと小動物が大好きな基本フリーダムな人。奏恵とは幼なじみ。怒っているように見られることもあるが、いつも眠くてぼんやりしているだけ。5姉弟の1番上で食事を作ることもある。

## 書誌情報
- 木瓜庵（原作）・ぼみ（漫画）『ガールズフィスト!!!!』 KADOKAWA〈電撃コミックスNEXT〉、全2巻
  1. 2019年3月23日発売[2]、ISBN 978-4-04-912450-7
  2. 2020年2月27日発売[12]、ISBN 978-4-04-913052-2
- なじみ『ガールズフィスト!!!! GT』 KADOKAWA〈電撃コミックスNEXT〉、既刊2巻（2023年9月27日現在）
  1. 2022年5月27日発売[13]、ISBN 978-4-04-914423-9
  2. 2023年9月27日発売[14]、ISBN 978-4-04-915157-2

## ディスコグラフィー
| # | リリース日     | タイトル        | 収録曲 |
| - | -------------- | --------------- | --- |
| 1 | 2018年12月12日 | Stand Up!!!!    | 「自分自信」 【TYPE A】：「Roly Poly」「南松本高校パンクロック同好会第一回バンドミーティング」 【TYPE B】：「Ready and Rarin' to Go!!!!」「南松本高校パンクロック同好会第二回バンドミーティング」                                              |
| 2 | 2019年4月3日   | D.A.S.H!!!!     | 「青春ガール」 【TYPE A】：「Tic×Tic=Tac♪」「南松本高校パンクロック同好会第三回バンドミーティング」「にゃーーのうた（take1）」 【TYPE B】：「Full of Lies」「南松本高校パンクロック同好会第四回バンドミーティング」「にゃーーのうた（take3）」 |
| 3 | 2020年1月15日  | Only my Way!!!! | 「退屈な日々」 【TYPE A】：「Re:スタート」「南松本高校パンクロック同好会第五回バンドミーティング」「にゃーーのうたin部室」 【TYPE B】：「孤独の月」「南松本高校パンクロック同好会第六回バンドミーティング」「にゃーーのうたinスタジオ」        |

## ライブ

### 単独ライブ
| #   | 出演日         | タイトル                                                                               | 会場                |
| --- | -------------- | -------------------------------------------------------------------------------------- | ------------------- |
| 1st | 2019年5月25日  | ガールズフィスト!!!! 南松本高校パンクロック同好会 ワンマンライブ Take Action!!!! Vol.1 | Space emo 池袋      |
| 2nd | 2019年7月13日  | ガールズフィスト!!!! 南松本高校パンクロック同好会 ワンマンライブ Take Action!!!! Vol.2 | Space emo 池袋      |
| 3rd | 2019年9月21日  | ガールズフィスト!!!! 南松本高校パンクロック同好会 ワンマンライブ Take Action!!!! Vol.3 | Space emo 池袋      |
| 4th | 2019年12月14日 | ガールズフィスト!!!! 南松本高校パンクロック同好会 ワンマンライブ Take Action!!!! Vol.4 | Space emo 池袋      |
| -   | 2020年3月29日  | ガールズフィスト!!!! 南松本高校パンクロック同好会 無観客配信ライブ 2020.3.29           | 秋葉原 CLUB GOODMAN |

### 合同ライブ
| 出演日       | タイトル                | 会場           |
| ------------ | ----------------------- | -------------- |
| 2019年8月9日 | DERAGAYA! FESTIVAL 2019 | Zepp Nagoya    |
| 2019年8月9日 | DERAFES AFTER           | 金山 CLUB SARU |

## ショートアニメ
『ガールズフィスト!!!! GT』のショートアニメがYouTubeにて2024年5月22日から配信中。脚本は玉井☆豪、原画・監修はなじみ。
「Bugging Me!!!!」
オープニングテーマ。歌・作詞はGIRLS' F1ST!!!! GT、作曲は石田秀登、編曲は石田秀登とMr.EDDIE。
「missing you」
エンディングテーマ。歌・作詞はGIRLS' F1ST!!!! GT、作曲・編曲は藤井健太郎（HANO）。
「未来は僕等の手の中」
挿入歌。歌・演奏はGIRLS' F1ST!!!! GT、作詞・作曲は真島昌利。